# Кравчук, Владимир (дзюдоист)
Владимир Кравчук (род. 23 июня 1964) — российский дзюдоист, призёр чемпионатов России, мастер спорта России международного класса. Воспитанник первой в России профессиональной команды по дзюдо «Платина», созданной в 1991 году в Красноярске Владимиром Гулидовым. Возглавляет спортивную школу в Назарове.

## Спортивные результаты
- Чемпионат России по дзюдо 1992 года — ;
- Чемпионат России по дзюдо 1993 года — ;
- Чемпионат России по дзюдо 1994 года — ;
- Чемпионат России по дзюдо 1995 года — ;